# Brian Free & Assurance
Brian Free & Assurance é um grupo vocal cristão norte-americano do gênero Southern Gospel, fundado em 1993 pelos ex-componentes do Gold City, Brian Free e Mike LeFevre.

## História

### Primeiros Anos - 1993-1998
O grupo iniciou-se no final de 1993, quando o tenor Brian Free e o barítono Mike LeFevre, ambos ex-integrantes do Gold City, decidiram formar um novo trio, sendo o terceiro integrante Kevin Price. O reconhecimento veio logo, em grande parte graças à reputação de Free e LeFevre com o Gold City, ganhando o prêmio de Revelação do Ano em 1994 pelos leitores da Singing News Magazine, revista especializada do gênero. Naquele mesmo ano, o grupo lançou seu primeiro álbum, autointitulado Brian Free & Assurance.
Em 1995 veio a primeira mudança na formação do grupo. O segundo tenor Kevin Price deixou o grupo, sendo substituído por Kevin McCaw, ex-integrante do The Anchormen e Cumberland Quartet. Naquele mesmo ano, atendendo aos clamores dos fãs, o grupo tornou-se um quarteto, com a adição de Bob Caldwell, ex-integrante do Kingdom Heirs e The Statesmen Quartet, como baixo do grupo.
Em 1997, ambos Kevin McCaw e Mike LeFevre deixaram o grupo. Seus substitutos foram, respectivamente Randy Crawford e Josh McBroom. Em 1998, o álbum 4 God So Loved, lançado em 1996 foi escolhido como Álbum do Ano, também pela Singing News Magazine. Entretanto, naquele mesmo ano, Brian Free suspendeu as atividades do grupo, partindo em carreira solo.

### O Retorno - 2001-2005
Em 2001, Free retomou as atividades do grupo, desta vez com uma nova formação. Além dele como primeiro tenor, o grupo contava com o segundo tenor Bill Shivers, o barítono Craig Singletary, o baixo Bill Lawrence e o pianista Michael Camp. O retorno foi marcado pelo lançamento do álbum Lovin' This Livin' For The Lord, naquele mesmo ano. Além disso, Ricky Free tocava bateria para o grupo em alguns concertos.
No ano seguinte, Camp anunciou sua saída do grupo, sendo substituído por Josh Simpson. Simpson, entretanto, permaneceu pouco tempo no grupo, e em 2003 foi um dos três integrantes que deixaram o grupo, sendo os demais, Craig Singletary e Bill Lawrence. Simpson foi substituído por Scott McDowell, Singletary por Derrick Selph e Lawrence por Keith Plott.

### Southern Progressivo - 2005-2015
Em 2005, o grupo lançou um álbum ao vivo em Nova Iorque, Live In New York, e um álbum natalino, Christmas With Brian Free & Assurance. Com estes álbuns, o grupo passou por uma reformulação em sua sonoridade, passando a adotar um som mais progressivo. Esta mudanças ficaram bem mais visíveis a partir de 2007, quando Keith Plott, Scott McDowell e Ricky Free deixaram o grupo. Jeremy Lile foi contratado como novo baixo do grupo, não sendo contratados novos pianista e baterista.
Dois anos depois, em 2009, Derrick Selph deixou o grupo, sendo substituído por Randy Crawford, que fora segundo tenor do grupo entre 1997 e 1998. Essa mudança não durou muito, visto que em 2010 Selph retornou ao grupo. Em 2013, Selph anunciou novamente sua saída do grupo, sendo substituído por Mike Rogers, até então barítono do Dixie Melody Boys.

### Novamente Como Trio - 2016-Presente
Em setembro de 2015, Jeremy Lile anunciou que estaria deixando o grupo devido a problemas de saúde. O grupo então decidiu continuar como trio, com Free, Shivers e Rogers. Em 2016 o grupo lançou seu primeiro álbum como trio desde 1995, intitulado Live Like We're Redeemed. Em 2017, o grupo lançou seu novo álbum, Beyond Amazed. Após, foram lançados dois EPs, Christmas em 2018 e How Does Grace Feel em 2019.
Em janeiro de 2021 foi anunciado na página oficial do grupo no Facebook que Mike Rogers deixaria o grupo para assumir o cargo de Pastor na Primeira Igreja Batista em Sandersville (Geórgia). O substituto foi anunciado em março, sendo Jake Anglin, com primeira apresentação prevista para o mês de abril de 2021. Em agosto de 2021 o grupo lançou seu 25º álbum de estúdio, Looks Like Jesus já com Jake Anglin.

## Integrantes e Formações
Ao todo, 14 cantores e 3 pianistas passaram pelo grupo, divididos em 12 formações. Brian Free é o único integrante da formação original ainda no grupo. Além de Free, Bill Shivers é o integrante que há mais tempo está no grupo, desde 2001 (20 anos). Jake Anglin é o integrante que está há menos tempo no grupo, há menos de um mês (Março de 2021). A formação que mais tempo permaneceu inalterada foi a 6ª, com Free, Shivers, e Mike Rogers, que durou seis anos. A formação mais curta é a atual.

### Integrantes Atuais
- 1º Tenor - Brian Free (1993-Presente)
- 2º Tenor - Bill Shivers (2001-Presente)
- Barítono - Jake Anglin (2021-Presente)

### Ex-Integrantes
2º Tenor
- Kevin Price (1993-1995)
- Kevin McCaw (1995-1997)
- Randy Crawford (1997-1998)

Barítono
- Mike LeFevre (1993-1997)
- Josh McBroom (1997-1998)
- Craig Singletary (2001-2003)
- Derrick Selph (2003-2009; 2010-2013)
- Randy Crawford (2009-2010)
- Mike Rogers (2013-2021)

Baixo
- Bob Caldwell (1995-1998)
- Bill Lawrence (2001-2003)
- Keith Plott (2003-2007)
- Jeremy Lile (2007-2015)

Pianista
- Michael Camp (2001-2002)
- Josh Simpson (2002-2003)
- Scott McDowell (2003-2007)

Outros Músicos
- Ricky Free (2001-2007)

### Formações
1ª Formação - 1993-1995:
- Brian Free (1º tenor)
- Kevin Price (2º tenor)
- Mike LeFevre (barítono)

2ª Formação - 1995-1997:
- Brian Free (1º tenor)
- Kevin McCaw (2º tenor)
- Mike LeFevre (barítono)
- Bob Caldwell (baixo)

3ª Formação - 1997-1998:
- Brian Free (1º tenor)
- Randy Crawford (2º tenor)
- Josh McBroom (barítono)
- Bob Caldwell (baixo)

4ª Formação - 2001-2002:
- Brian Free (1º tenor)
- Bill Shivers (2º tenor)
- Craig Singletary (barítono)
- Bill Lawrence (baixo)
- Michael Camp (pianista)
- Ricky Free (baterista)

5ª Formação - 2002-2003:
- Brian Free (1º tenor)
- Bill Shivers (2º tenor)
- Craig Singletary (barítono)
- Bill Lawrence (baixo)
- Josh Simpson (pianista)
- Ricky Free (baterista)

6ª Formação - 2003-2007:
- Brian Free (1º tenor)
- Bill Shivers (2º tenor)
- Derrick Selph (barítono)
- Keith Plott (baixo)
- Scott McDowell (pianista)
- Ricky Free (baterista)

7ª Formação - 2007:
- Brian Free (1º tenor)
- Bill Shivers (2º tenor)
- Derrick Selph (barítono)
- Jeremy Lile (baixo)
- Scott McDowell (pianista)
- Ricky Free (baterista)

8ª Formação - 2008-2009:
- Brian Free (1º tenor)
- Bill Shivers (2º tenor)
- Derrick Selph (barítono)
- Jeremy Lile (baixo)

9ª Formação - 2009-2010:
- Brian Free (1º tenor)
- Bill Shivers (2º tenor)
- Randy Crawford (barítono)
- Jeremy Lile (baixo)

10ª Formação - 2010-2013:
- Brian Free (1º tenor)
- Bill Shivers (2º tenor)
- Derrick Selph (barítono)
- Jeremy Lile (baixo)

11ª Formação - 2013-2015:
- Brian Free (1º tenor)
- Bill Shivers (2º tenor)
- Mike Rogers (barítono)
- Jeremy Lile (baixo)

12ª Formação - 2015-2021:
- Brian Free (1º tenor)
- Bill Shivers (2º tenor)
- Mike Rogers (barítono)

13ª Formação - 2021-Presente:
- Brian Free (1º tenor)
- Bill Shivers (2º tenor)
- Jake Anglin (barítono)

## Discografia

### Álbuns de Estúdio
- Brian Free & Assurance (1994 - Chapel Records - Free/Price/LeFevre)
- Requests (1994 - Independente - Free/Price/LeFevre)
- Things That Last Forever (1995 - Chapel Records - Free/Price/LeFevre)
- At Your Request (1995 - Independente - Free/McCaw/LeFevre/Caldwell) - Relançamento do álbum "Requests" com as vozes de Kevin McCaw e Bob Caldwell.
- 4 God So Loved (1996 - White Field Music - Free/McCaw/LeFevre/Caldwell)
- A Glimpse Of Gold (1997 - White Field Music - Free/Crawford/McBroom/Caldwell)
- Doing This For You (1998 - White Field Music - Free/Crawford/McBroom/Caldwell)
- Lovin' This Livin' For The Lord (2001 - Daywind Records - B.Free/Shivers/Singletary/Lawrence/Camp/R.Free)
- So Close To Home (2002 - Daywind Records - B.Free/Shivers/Singletary/Lawrence/Simpson/R.Free)
- Timeless Hymns & Classics (2002 - Daywind Records - B.Free/Shivers/Singletary/Lawrence/Simpson/R.Free)
- Greater Still (2003 - Daywind Records - B.Free/Shivers/Selph/Plott/McDowell/R.Free)
- Christmas With Brian Free & Assurance (2005 - Independente - B.Free/Shivers/Selph/Plott/McDowell/R.Free)
- It's So God! (2006 - Daywind Records - B.Free/Shivers/Selph/Plott/McDowell/R.Free)
- Real Faith (2007 - Daywind Records - B.Free/Shivers/Selph/Lile/McDowell/R.Free)
- Timeless Hymns & Classics Vol. 2 (2008 - Daywind Records - Free/Shivers/Selph/Lile)
- Worth It (2009 - Daywind Records - Free/Shivers/Selph/Lile)
- Acappella (2010 - Daywind Records - Free/Shivers/Selph/Lile)
- Never Walk Alone (2010 - Daywind Records - Free/Shivers/Selph/Lile)
- Nothing But Love (2012 - Daywind Records - Free/Shivers/Selph/Lile)
- Unashamed (2014 - Daywind Records - Free/Shivers/Rogers/Lile)
- Live Like We're Redeemed (2016 - Daywind Records - Free/Shivers/Rogers)
- Beyond Amazed (2017 - Daywind Records - Free/Shivers/Rogers)
- Christmas (2018 - Daywind Records - Free/Shivers/Rogers)
- How Good Does Grace Feel (2019 - Daywind Records - Free/Shivers/Rogers)
- Looks Like Jesus (2021 - Daywind Records - Free/Shivers/Anglin)

### Álbuns Ao Vivo
- Live In Atlanta (1995 - Chapel Records - Free/Price/LeFevre)
- Live In New York (2005 - Daywind Records - Free/Shivers/Selph/Plott/McDowell)
- Anything Is Possible - Live In Nashville (2012 - Daywind Records - Free/Shivers/Selph/Lile)
- Live At Daywind Studios: Brian Free & Assurance (2016 - Daywind Records - Free/Shivers/Rogers)

### Colaborações
- Voices In Worship: Come To Me (2016 - Discover Worship - Free/Shivers/Rogers)

### Compilações
- A Special Collection (1997 - Spring Hill Records)
- 7 Hits (2009)
- A Season To Remember - Their Greatest Hits (2011 - Daywind Records)